# Виндиш, Вероника
Вероника Виндиш (нем. Veronika Windisch; род. 9 апреля 1982 года) — австрийская шорт-трекистка, двукратная призёр чемпионата Европы по шорт-треку 2011 года. Единственная участница от Австрии в шорт-треке на зимних Олимпийских игр 2010 и 2014 года. После завершения профессиональной карьеры шорт-трекистки начала заниматься велоспортом.

## Спортивная карьера

### Шорт-трек
Вероника Виндиш родилась в городе Грац. Она занялась шорт-треком в возрасте 12 лет в австрийском городе Вайц, увидев, как её брат катается на коньках. С 1994 года занималась на базе клуба «ASKÖ Skating Club Sparkasse Weiz». 
В 1999 году была приглашена в состав национальной сборной Австрии и на юниорском чемпионате мира в Монреале она заняла 21-е место в общем зачёте. В том же январе на чемпионате Европы в Оберсдорфе заняла 18-е место в многоборье. В 2000 году на чемпионате Европы в Бормио остановилась на 25-м месте в общем зачёте и на 4-м месте в эстафете.
С 2001 по 2004 год Виндиш не показывала высоких результатов на европейских первенствах и только в 2005 году на чемпионате Европы в Турине заняла 10-е место в общем зачёте, а следом участвовала в зимней Универсиаде, где лучшим 6-м местом оказался суперфинал. В 2007 году выиграла национальный чемпионат Австрии в абсолютном зачёте. В 2009 году на очередном чемпионате Европы в Турине Виндиш выиграла 3-е место в суперфинале и заняла 6-е место в общем зачёте.
Виндиш вновь стала чемпионкой Австрии в 2010 году и на зимних Всемирных военных играх в Курмайоре завоевала две бронзовые медали на дистанциях 500 и 1500 метров. На чемпионате мира в Софии в общем зачёте заняла 23-е место.
Выступление Виндиш на чемпионате Европы в Херенвене 2011 года оказалось успешным. Она выступила в женском забеге на 1500 м, где с результатом 2:29.610 сек завоевала серебряную медаль, уступив первенство сопернице из Италии (Ариана Фонтана — 2:29.292, 1-е место), обогнав при этом шорт-трекистку из Венгрии (Эрика Хусар — 2:29.941, 3-е место) Также в суперфинале на 3000 м заняла 3-е место. С 2012 по 2017 года становилась 5 раз абсолютной чемпионкой Австрии.
На зимних Олимпийских играх 2014 года в Сочи Виндиш была заявлена для участия в забеге на 500, 1000 и 1500 м. 10 февраля 2014 года во время забега восьмой группы I-го раунда квалификационного забега на 500 м с результатом 44.586 она финишировал третьей и прекратила дальнейшую борьбу за медали. В общем итоге она заняла 21-е место. 15 февраля 2014 года во время финального забега на 1500 м группы B с результатом 2:26.296 Виндиш финишировала шестой. В общем итоге она заняла 11-е место. 18 февраля 2014 года во время забега второй группы четвертьфинального забега на 1000 м с результатом 1:30.017 она финишировала пятой и прекратила дальнейшую борьбу. В общем итоге она заняла 15-е место.
Последнее выступление на чемпионате Европы в Дордрехте Виндиш провела в январе 2015 года, где смогла подняться на 8-е место в беге на 1000 м и в общем зачёте заняла 14-е место. Она ещё выступала на национальном чемпионате вплоть до 2018 года. Также с 2015 года работает тренером в Австрийской ассоциации конькобежцев.

### Велоспорт
С 2015 года Вероника начала заниматься велоспортом на треке и шоссе. Уже через год на чемпионате Австрии по трековому велоспорту она выиграла серебряные медали в гонке преследовании и гонке по очкам, а также бронзовую в гонке на выбывание. В 2017 году стала чемпионкой в гонке преследования и заняла 2-е место в спринте. Ещё дважды выигрывала в преследовании в 2020 и 2021 году и неоднократно поднималась на подиум в других трековых дисциплинах. В шоссейных гонках поднималась 4 раза на призовые места.

### Скоростной спуск на коньках
После завершения международной карьеры в шорт-треке Виндиш переключилась на молодой вид спорта Ice Cross Downhill. В 2015 году Вероника стала второй на этапе Riders Cup в австрийском Ваграйне. 2020 год она завершила на 6-м месте, а в 2021 году в финале чемпионата мира в Москве впервые выиграла звание чемпионки мира.

## Личная жизнь
Вероника Виндиш была служащей в 2004-2014 годах в Армейском спортивном центре Австрийского федерального военно-морского флота, в 2012 году окончила Грацский университет имени Карла и Франца на кафедре спортивных наук, получила степень магистра по специальности — спортивный тренер. С 2014 года сертифицированный тренер по фитнесу и легкой атлетике. Она также увлекается Towerrunning (бег на башнях), и участвовала неоднократно в международных соревнованиях.